# 竹中佳
竹中 佳（たけなか けい、1986年1月9日 - ）は、日本の元女子プロボクサーである。兵庫県加古川市出身。高砂ボクシングジム所属。第4代OPBF東洋太平洋女子ライトフライ級王者。ニックネームはスペイン語で「忍」を意味するPaciencia。
試合ではスカートを着用する。

## 人物・経歴
加古川市立志方中学校在学中、ボクシングに興味を持った。加古川西高校ではバレーボール部に所属し、武庫川女子大学を経て、フィットネスクラブティップネスのインストラクターとして勤めた後、2010年に退職しプロボクサーを目指した。アマチュアで6戦5勝の戦績を残した後にプロ転向。高校の先輩に元東洋太平洋フライ級王者の松村謙二がいる。
2012年6月20日、大阪府立体育会館における井岡一翔 vs 八重樫東のWBA・WBC世界ミニマム級王座統一戦の前座で緒方汐音（ハラダ）相手にデビューし、判定勝利。
9月16日、よみうり文化ホールにおけるダブル女子世界戦の前座で後のWBA女子世界ライトミニマム級王者古川夢乃歌（尾張水野）に判定勝利。
12月31日、大阪府立体育会館におけるダブル世界戦の前座で剣斬（けんざん）リホ（冷研鶴崎）を1回TKOで沈め初のKO勝利。
2013年3月16日、神戸市立中央体育館にて初の国際試合としてチュカターン・クラティーンハット（ タイ）に判定勝利。
6月30日、高砂市総合体育館にて初の6回戦としてワッサナ・シットワンディー（タイ）と対戦し、相手の顔面を捉える内容で3-0判定勝利。
12月31日、大阪府立体育会館における井岡一翔 vs フェリックス・アルバラードのWBA世界ライトフライ級タイトルマッチの前座でインレック・シットサイトーン（タイ）と対戦し、1回から左ストレートでダメージを与え、2回に左右のコンビネーションを駆使してダウンを奪いテンカウントを聞かせKO勝利。

### 東洋太平洋王座獲得
2014年4月4日、神戸市立中央体育館にて東洋太平洋ライトフライ級4位で高野人母美のプロ2試合目で初めてKOを逃した相手でもあったヨッカオ・ローエイシティジム（タイ）と対戦。この試合は東洋太平洋ライトフライ級王座前哨戦として予定されていたが、前王者好川菜々の返上により空位となったため王座決定戦に格上げされた。3回にフックで2度ダウンを奪うと、4回にも左カウンターで倒して左ストレートでフィニッシュ、TKO勝利で初タイトル獲得を果たした。
11月2日、明石市立産業交流センターにて初防衛戦として東洋太平洋3位のノンギッグ・シットジャーナート（タイ）を迎え、ダウンこそ奪えなかったもののジャッジ2人がフルマークをつける完勝で初防衛に成功。当初は東洋太平洋1位で小関桃のWBC世界アトム級王座挑戦歴を持ち、好川菜々と東洋太平洋王座を争ったクリカノック・アイランドムエタイ（タイ）を予定していたが、変更された。
2015年4月22日、大阪府立体育会館にてダブル世界戦の前座としてカニタ・サックナロン（タイ）とノンタイトル6回戦。3者フルマークの判定で勝利。
2015年8月付のIBFランキングで1位に上昇。
9月27日、大阪府立体育会館にて井岡一翔 vs ロベルト・ドミンゴ・ソーサのWBA世界フライ級タイトルマッチの前座として、一度対戦が流れた2位のクリカノック・アイランドムエタイと東洋太平洋王座2度目の防衛戦を行い、3者とも80-72のフルマークの判定で2度目の防衛に成功。
2016年4月17日、大阪府立体育会館にて世界前哨戦としてダーオルアン・サックナロン（タイ）と対戦し、3-0の判定で勝利。
7月12日付で東洋太平洋王座返上。

### 世界王座挑戦
8月20日、三田市駒ヶ谷運動公園体育館にて初の世界挑戦としてWBO女子アジア太平洋ライトフライ級王者ルイサ・ホートン（ オーストラリア）とのWBO女子世界同級王座決定戦に挑む（WBO世界ミニマム級王座決定戦、加納陸VS高山勝成とのダブル世界戦）。試合は3回以降劣勢に立たされ、最終回で挽回を狙うも逆にカウンターでダウンを喫し0-3（93-96、92-97、91-98）で初黒星を喫し世界王座獲得はならなかった。

### 現役引退

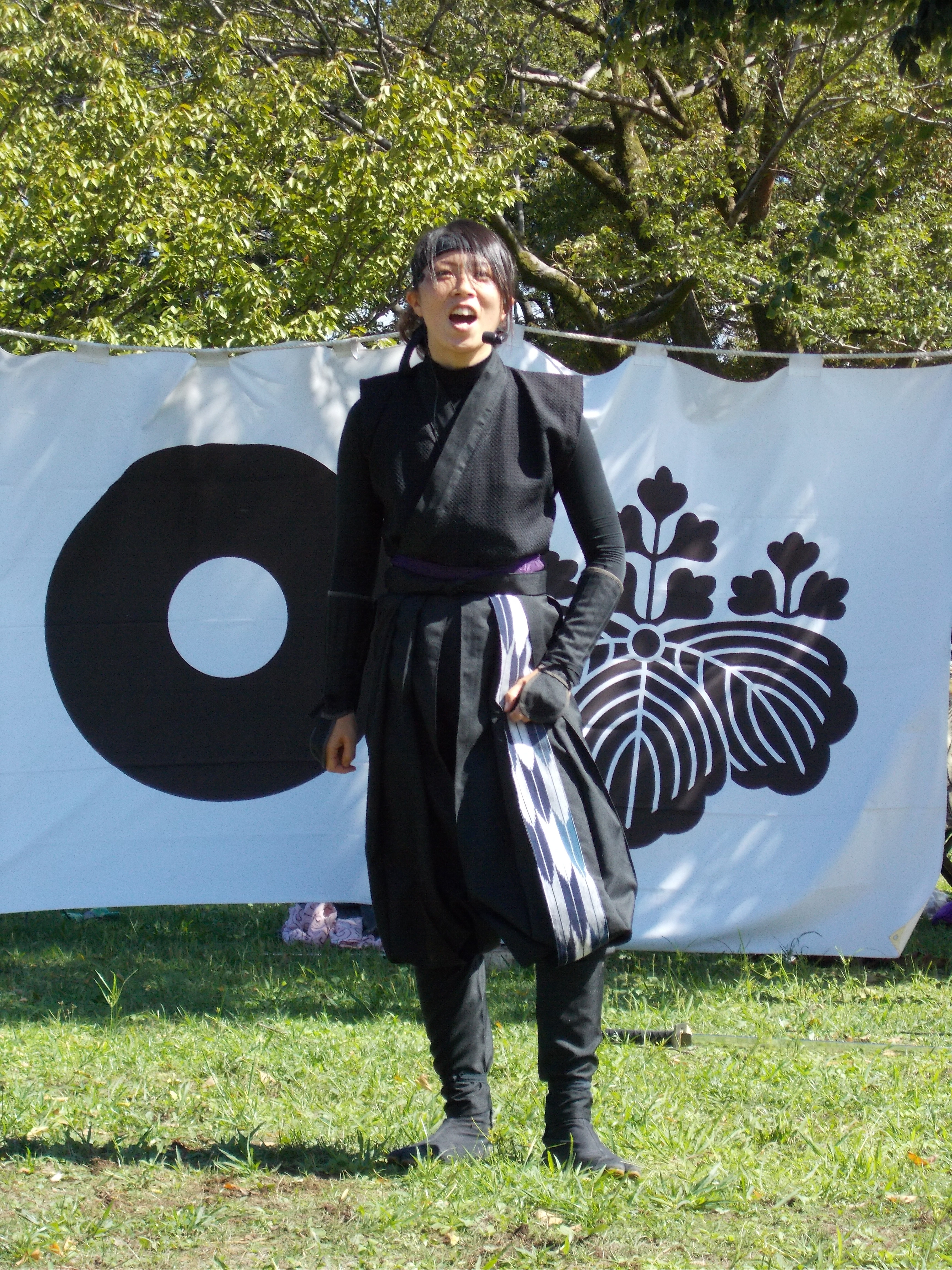
忍者隊で胡蝶を演じる竹中（2018年10月）

2017年12月8日、上述のホートン戦で持病の腰痛が悪化し、治療に専念していたものの回復に至らず、11勝3KO1敗の戦績を残し現役引退。
2018年、愛知県観光PR隊「徳川家康と服部半蔵忍者隊」オーディションに合格し、女性忍者「胡蝶(こちょう)」としてデビュー。約1年の活動後、2019年3月末で退任した。
2023年4月23日、刈谷あいおいホールにて台湾でプロボクサーを目指している同学年の大坪真実とのエキシビションで7年ぶりのリング。

## 戦績
- プロ：12戦11勝3KO1敗

| 戦           | 日付           | 勝敗 | 時間    | 内容    | 対戦相手                         | 国籍           | 備考                                        |
| ------------ | -------------- | ---- | ------- | ------- | -------------------------------- | -------------- | ------------------------------------------- |
| 1            | 2012年6月20日  | 勝利 | 4R      | 判定3-0 | 緒方汐音（ハラダ）               | 日本           | プロデビュー戦                              |
| 2            | 2012年9月16日  | 勝利 | 4R      | 判定3-0 | 古川夢乃歌（尾張水野）           | 日本           |                                             |
| 3            | 2012年12月31日 | 勝利 | 1R 1:55 | TKO     | 剣斬リホ（冷研鶴崎）             | 日本           |                                             |
| 4            | 2013年3月16日  | 勝利 | 4R      | 判定3-0 | チュカターン・クラティーンハット | タイ           |                                             |
| 5            | 2013年6月30日  | 勝利 | 6R      | 判定3-0 | ワッサナ・シットワンディー       | タイ           |                                             |
| 6            | 2013年12月31日 | 勝利 | 2R 0:59 | KO      | インレック・シットサイトーン     | タイ           |                                             |
| 7            | 2014年4月4日   | 勝利 | 4R 0:59 | TKO     | ヨッカオ・ローエイシティジム     | タイ           | 東洋太平洋ライトフライ級王座決定戦 王座獲得 |
| 8            | 2014年11月2日  | 勝利 | 8R      | 判定    | ノンギッグ・シットジャーナート   | タイ           | 東洋太平洋ライトフライ級・防衛1             |
| 9            | 2015年4月22日  | 勝利 | 6R      | 判定    | カニタ・サックナロン             | タイ           |                                             |
| 10           | 2015年9月27日  | 勝利 | 8R      | 判定    | クリカノック・アイランドムエタイ | タイ           | 東洋太平洋ライトフライ級・防衛2             |
| 11           | 2016年4月17日  | 勝利 | 6R      | 判定3-0 | ダーオルアン・サックナロン       | タイ           |                                             |
| 12           | 2016年8月20日  | 敗北 | 10R     | 判定0-3 | ルイサ・ホートン                 | オーストラリア | WBO世界ライトフライ級王座決定戦             |
| テンプレート |                |      |         |         |                                  |                |                                             |

## 獲得タイトル
- 第4代OPBF東洋太平洋女子ライトフライ級王座（防衛2=返上）